# ウィレム・ド・ジッター
ウィレム・ド・ジッター（Willem de Sitter、1872年5月6日 - 1934年11月20日、デ・シッテルとも）は、オランダの数学者・物理学者・天文学者である。

## 生涯
フリースラント州スネークで1872年5月6日に生まれた。フローニンゲン大学で数学を学んだ後、フローニンゲンの天文学研究所に入った。1897年から1899年までは南アフリカの喜望峰王立天文台に勤務した。1908年に、ライデン大学の天文学の教授に就任した。1919年から亡くなるまで、ライデン天文台の台長を務めた。1934年11月20日にライデンで亡くなった。

## 功績
ド・ジッターは、物理学的宇宙論の分野で大きな貢献をした。1932年、アインシュタインとの共著で、宇宙の曲率に関する宇宙論的データの意味を論じた。また、ド・ジッター空間、ド・ジッター宇宙という概念を提唱した。ド・ジッター宇宙は、アインシュタインの一般相対性理論における時空の曲率を決定する方程式であるアインシュタイン方程式の厳密解の一つで、普通の物質を含まず、宇宙定数が正の値をとる宇宙である。これにより、指数関数的に膨張する空虚な宇宙が実現する。1913年に速く動く連星を利用して、光源の運動が光の速さにおよぼす影響を測れると唱えた。木星の衛星の運動に関する研究でも知られる。

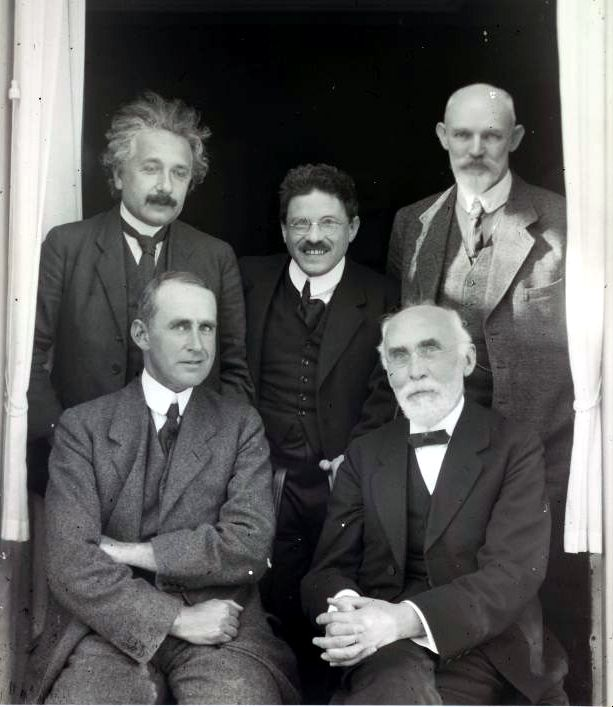
アインシュタイン、エーレンフェスト、ド・ジッター、エディントン、ローレンツ（ライデンにて、1923年）

## 賞と栄誉
- オランダ王立芸術科学アカデミー会員（1912年）[5]
- ジェームズ・クレイグ・ワトソン・メダル（1929年）
- ブルース・メダル（1931年）
- 王立天文学会ゴールドメダル（1931年）
- ジュール・ジャンサン賞（1934年）

## 主な論文
- De Sitter, W. (1911). “On the bearing of the Principle of Relativity on Gravitational Astronomy”. Monthly Notices of the Royal Astronomical Society 71 (5):  388–415. doi:10.1093/mnras/71.5.388. hdl:2027/mdp.39015019246357.
- De Sitter, W. (1913). “A proof of the constancy of the velocity of light”. Proceedings of the Royal Netherlands Academy of Arts and Sciences 15 (II):  1297–1298. Bibcode: 1913KNAB...15.1297D.
  - “Ein astronomischer Beweis für die Konstanz der Lichtgeschwindigkeit [An astronomical proof of the constancy of the speed of light]”. Physikalische Zeitschrift 14:  429. (1913).
- “On the constancy of the velocity of light”. Proceedings of the Royal Netherlands Academy of Arts and Sciences 16 (I):  395–396. (1913).
- De Sitter, W. (1913). “Über die Genauigkeit, innerhalb welcher die Unabhängigkeit der Lichtgeschwindigkeit von der Bewegung der Quelle behauptet werden kann [On the accuracy within which the independence of the speed of light from the motion of the source can be asserted]”. Physikalische Zeitschrift 14:  1267. Bibcode: 1913PhyZ...14.1267D.
- アインシュタインの重力理論とその天文学的帰結について
  1. de Sitter, W. (1916-07-14). “On Einstein's Theory of Gravitation and its Astronomical Consequences. First Paper” (英語). Monthly Notices of the Royal Astronomical Society 76 (9):  699–728. Bibcode: 1916MNRAS..76..699D. doi:10.1093/mnras/76.9.699. ISSN 0035-8711.
  2. de Sitter, W. (1916-12-08). “On Einstein's Theory of Gravitation and its Astronomical Consequences. Second Paper.” (英語). Monthly Notices of the Royal Astronomical Society 77 (2):  155–184. Bibcode: 1916MNRAS..77..155D. doi:10.1093/mnras/77.2.155. ISSN 0035-8711.
  3. de Sitter, W. (1917-11-09). “On Einstein's Theory of Gravitation and its Astronomical Consequences. Third Paper.” (英語). Monthly Notices of the Royal Astronomical Society 78 (1):  3–28. Bibcode: 1917MNRAS..78....3D. doi:10.1093/mnras/78.1.3. ISSN 0035-8711.

## ド・ジッターの名にちなむもの
- 月のクレーター ド・ジッター
- 小惑星 ド・ジッター（小惑星番号1686）
- ド・ジッター宇宙
- ド・ジッター空間
- 反ド・ジッター空間
- ド・ジッター相対性（英語版）
- アインシュタイン＝ド・ジッター宇宙（英語版）
- ド・ジッターの連星実験（英語版）（ド・ジッター効果）
- 測地効果（英語版）（ド・ジッター歳差）
- ド・ジッター＝シュヴァルツシルト計量（英語版）

## 家族
息子の一人に地質学者のウルボ・ド・ジッター（1902年 - 1980年）がおり、その子供に社会学者のウルボ・ド・ジッター（1930年 - 2010年）がいる。
また、息子のアーナウト・ド・ジッター（1905年 - 1944年9月15日）は、インドネシア（当時はオランダ領東インド）のレンバンにあるボスカ天文台の台長で、球状星団M4の研究を行っていた。

### 死亡記事
- AN 253 (1934) 495/496（1行のみ）
- JRASC 29 (1935) 1
- MNRAS 95 (1935) 343
- Obs 58 (1935) 22
- PASP 46 (1934) 368（1段落のみ）
- PASP 47 (1935) 65